# Wöhrmann (Adelsgeschlecht)
Wöhrmann, lettisch Vērmans, ist der Name einer ursprünglich bürgerlichen Lübecker Familie und des daraus entstandenen Adelsgeschlechts mit Zweigen im Baltikum und in Sachsen.

## Geschichte

### Lübeck
Die Stammreihe des Geschlechts wird zurückgeführt auf Jürgen (Georg) Wöhrmann (* 1672; † 1735). Er war als Seidenkrämer im Textilgroßhandel tätig und wurde Ältester der angesehenen Krämerkompanie. Sein Sohn Hinrich Wöhrmann († 1785) war bürgerlicher Vorsteher der Marienkirche, wo er für sich und seine Frau Catharina Engel, geb. Tesdorpf († 1789) eine der Seitenkapellen im nördlichen Seitenschiff als Grablege erwarb.

### Livland
Sein Bruder (?) Christian Heinrich Wöhrmann (* 1737) ging um 1763 nach Riga. Zunächst Mitglied der Schwarzhäupter und 1772 ihr Ältester, schloss er sich danach der Großen Gilde an. Er war nacheinander Partner in den Handelsfirmen „Vethaacke, Krupp & Co“, „Krupp & Wöhrmann“ und „Wöhrmann & Detenhoff“, bis er in den 1770er Jahren sein eigenes Unternehmen aufbaute. Er war verheiratet mit Anna Gertrud, geb. Ebel (1750–1827), der Hauptstifterin des Wöhrmannschen Gartens in Riga. Unter seinem Sohn Johann Christoph Wöhrmann und seinem Enkel Christian Heinrich Wöhrmann expandierte das nunmehr als „Wöhrmann & Sohn“ firmierende Unternehmen stark. Neben dem Handel, vor allem mit Frankreich, Belgien und den Niederlanden, betrieb es Bankgeschäfte, seit 1834 auf dem Gut Zintenhof (Sindi) eine bedeutende Tuchfabrik mit bis zu 2000 Arbeitern sowie im Rigaer Stadtteil Mühlenhof eine Dampf-Sägemühle sowie eine Eisengießerei und Maschinenfabrik. Beide vertraten Preußen (und später das Deutsche Reich) als dessen Generalkonsuln für Liv- und Kurland in Riga. Johann Christophs anderer, gleichnamiger Sohn Johann Christoph Wöhrmann (der Jüngere) erwarb 1865 das livländische Rittergut Stolben. Das Unternehmen wurde in den 1890er Jahren liquidiert.

### Sachsen
Ein mit dem Rigaer Unternehmer leicht zu verwechselnder gleichnamiger Verwandter (Cousin) Christian Heinrich von Wöhrmann ließ sich in Sachsen nieder und erwarb das Rittergut Wendischbora mit Simselwitz. Als Vertreter der Rittergutsbesitzer des Meißnischen Kreises war er von 1857 bis 1862 Abgeordneter der II. Kammer des Sächsischen Landtags.
Sein gleichnamiger Sohn Christian Heinrich von Wöhrmann (* 1849) heiratete 1875 Alexandra Wassiljewna Schukowskaja (1842–1912), die Tochter von Wassili Andrejewitsch Schukowski, die aus einer Beziehung zu Großfürst Alexei Alexandrowitsch Romanow einen 1871 geborenen Sohn hatte.

### Standeserhebungen
- 1849: Erblicher russischer Adel für Christian Heinrich Wöhrmann in Riga
- 8. Oktober 1852: Sachsen-Coburg und Gothaischer Adels- und Freiherrnstand für Christian Heinrich Wöhrmann auf Wendischbora
- 28. Januar 1853: königlich-sächsische Bestätigung
- 9. Juli 1859: Sachsen-Coburg und Gothaischer Adels- und Freiherrnstand für Johann Christoph Wöhrmann (den Jüngeren) zu Riga
- 21. August 1860: russische Anerkennung zur Führung des Titels Baron

### Besitzungen

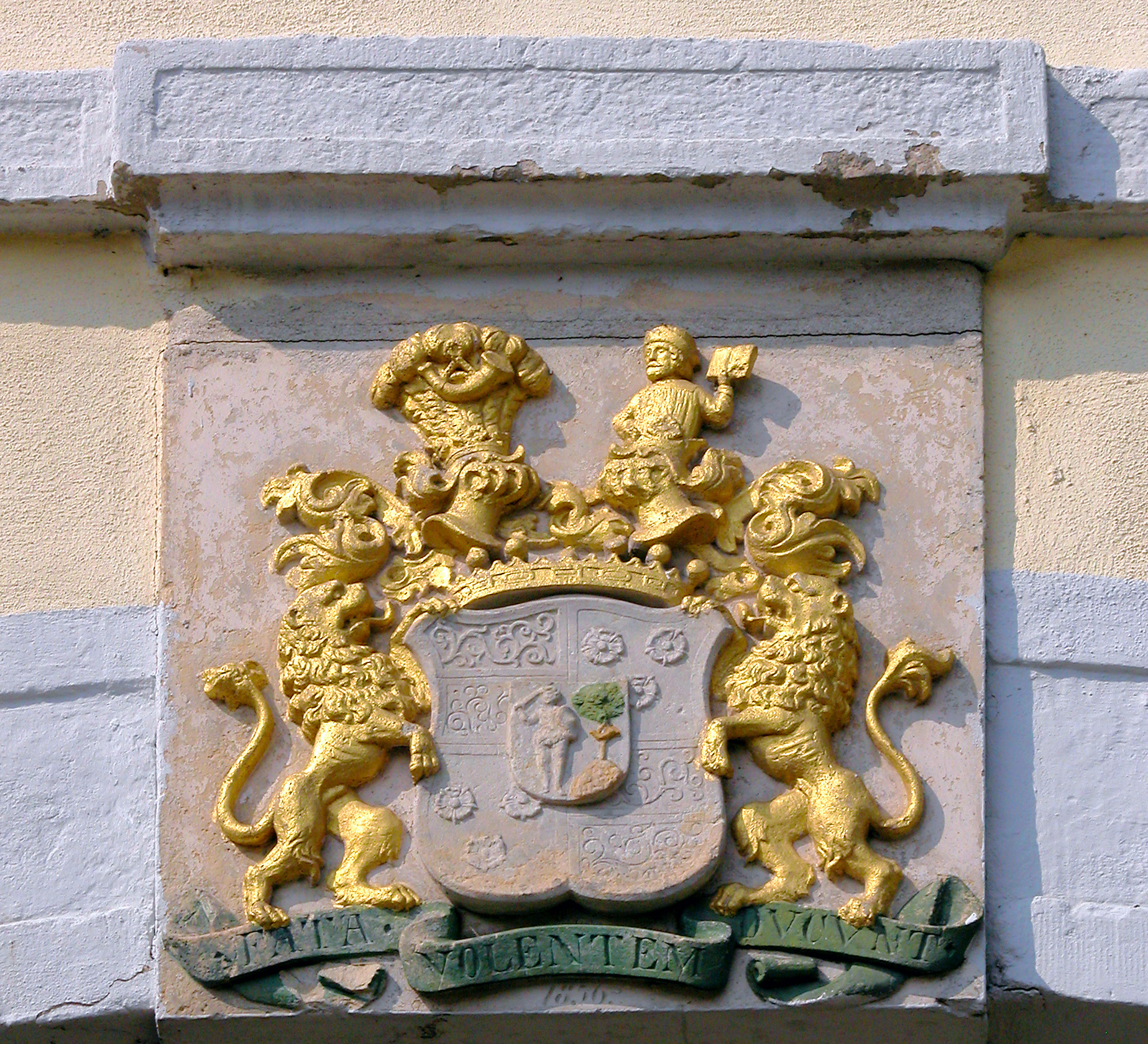
Wöhrmannsches Wappen am Torhaus des Gutes Wendischbora

- Zintenhof (Sindi)
- Stolben (Stalbe, Landkreis Cēsis)
- Wendischbora mit Simselwitz
- Stockelsdorf (ab 1920)

## Wappen
Das freiherrliche Wappen von 1852 ist geviert und belegt mit einem silbernen Herzschild, darin ein nackter Wilder Mann, mit der Rechten ein Schwert schwingend, sich mit einem ovalen eisernen Stechschild in der Linken deckend; 1 von Silber und Rot geteilt, 2 und 3 in Schwarz 3 (2,1) grün bebartete goldene Rosen, 4 von Rot und Silber geteilt; zwei Helme, auf dem rechten mit rot-silbernen Decken ein goldenes Hifthorn vor fünf (silber, grün, silber, grün, silber) Straußenfedern, auf dem linken mit schwarz-goldenen Decken ein Mann in mittelalterlicher bürgerlicher Tracht; Schildhalter: zwei widersehende schwarze Löwen; Wahlspruch: Fata volentem ducunt (lat.: Den Wollenden führt das Schicksal).

## Namensträger
- Johann Christoph Wöhrmann (1784–1843), Kaufmann und Generalkonsul
- Christian Heinrich von Wöhrmann (1810–1870), Landtagsabgeordneter
- Christian Heinrich von Wöhrmann (1814–1874), Kaufmann und Generalkonsul
- Sidney von Wöhrmann (1862–1939), Zoologe und Pälontologe

## Monumente
- Grabkapelle in der Lübecker Marienkirche
- Denkmal, Wöhrmannscher Garten
- Reste der Fabriksiedlung in Sindi